# Tachigali setifera
Tachigali setifera là một loài thực vật có hoa trong họ Đậu. Loài này được (Ducke) Zarucchi & Herend. miêu tả khoa học đầu tiên năm 1993.